# Opsion longisetosa
Opsion longisetosa är en tvåvingeart som beskrevs av Sevcik 2004. Opsion longisetosa ingår i släktet Opsion och familjen svampmyggor.
Artens utbredningsområde är Tjeckien. Inga underarter finns listade i Catalogue of Life.